# Писко (напиток)

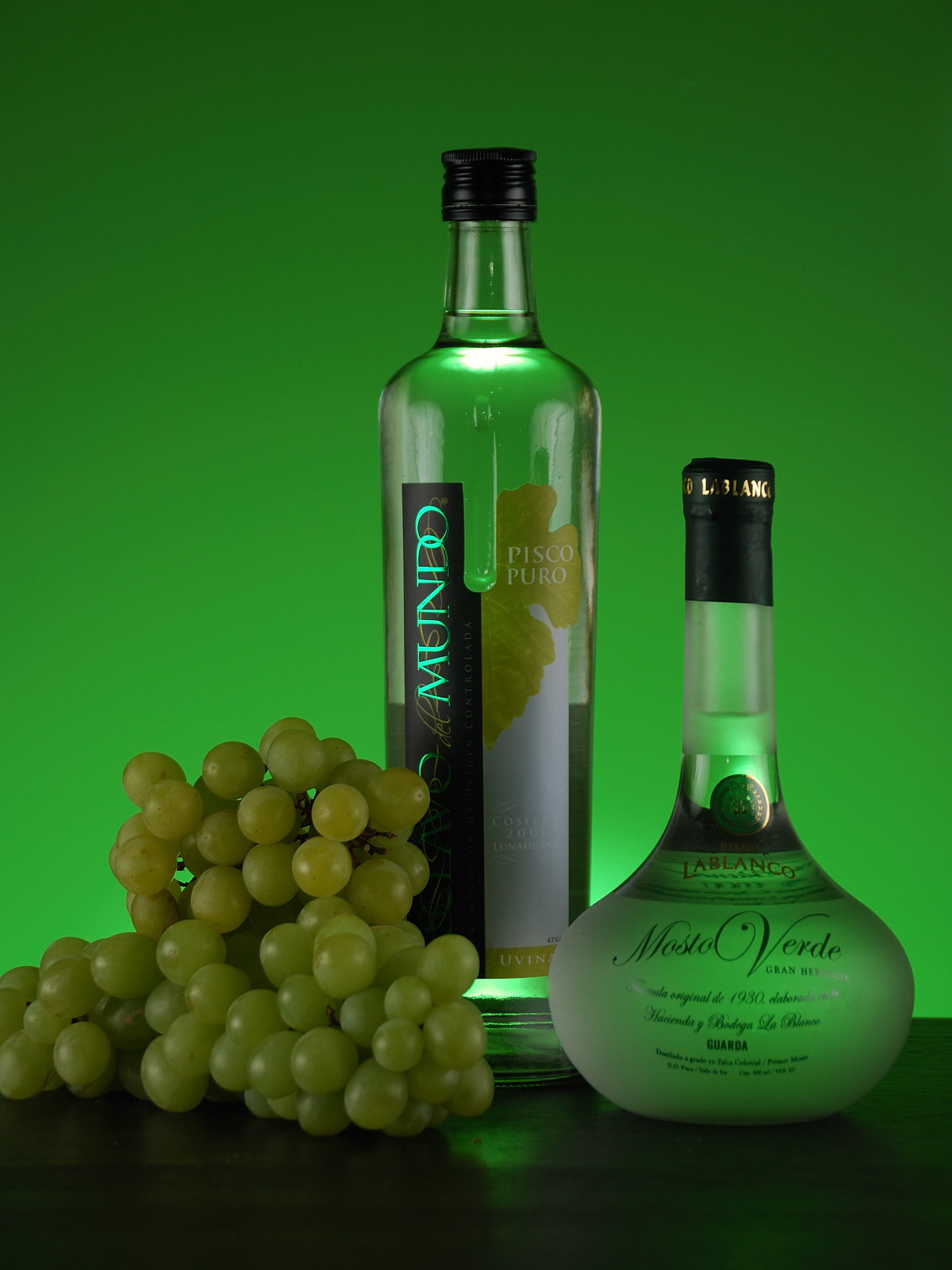
Бутылки перуанского писко

Писко (исп. Pisco) — крепкий алкогольный напиток, разновидность бренди. Производится в Перу и Чили из винограда сорта мускат. Основной ингредиент коктейля Писко Сауэр.

## История
В районе перуанского города Писко находится одноимённая долина, которая во времена испанских завоевателей была населена одноимённым племенем. Индейцы делали здесь слабоалкогольный напиток из кукурузы. Испанцы привезли из Европы виноградные лозы, научили местное население виноделию. Вино стали хранить в кувшинах, ранее использовавшихся для приготовления индейского кукурузного напитка.
Во время войны между Чили и Перу в XIX веке, чилийцы, оккупировавшие часть перуанской территории, отведали писко. Оно им понравилось и вскоре в Чили стали выпускать крепкий алкогольный напиток с таким же названием. Однако, несмотря на одинаковое название, технология производства писко в Чили и Перу различна. Чилийский писко разводят водой, чтобы понизить градусность, и выдерживают в деревянных бочках.
Между Перу и Чили на государственном уровне существуют споры, чей напиток имеет право называться писко. Перу настаивает на историческом приоритете названия и производства писко, а также указывает на то, что чилийский напиток производится по иной технологии, чем исторический, перуанский писко. В 2007 году Институт культуры Перу объявил коктейль Писко сауэр национальным достоянием страны. Тем не менее основным производителем и экспортёром писко остаётся Чили.

## Технология

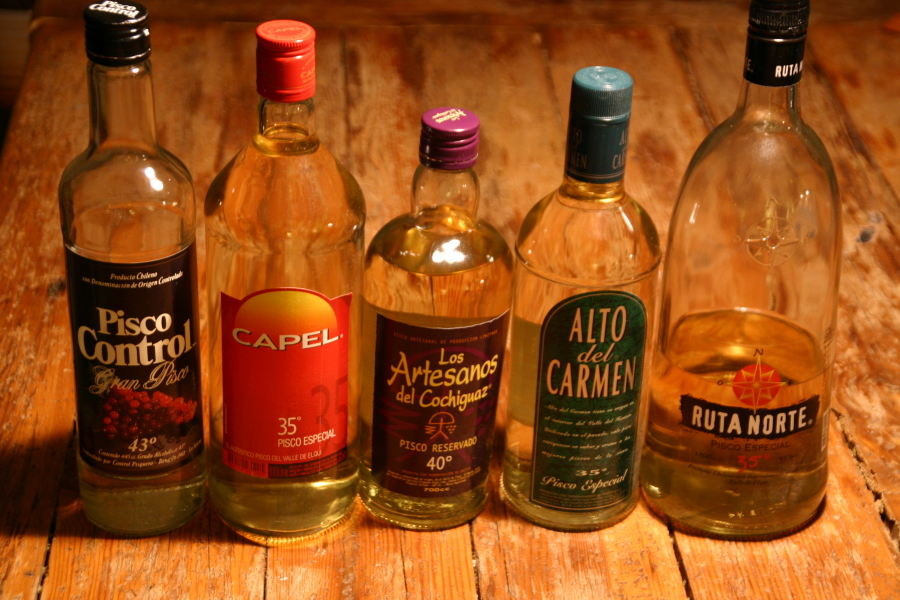
Бутылки чилийского писко

Для производства перуанского писко берут чистое, свежесброженное вино из винограда без кожицы и косточек. Дистиллируют его один раз и получают жидкость крепостью 43 %. Добавлять воду категорически запрещено.
При производстве чилийского писко для понижения крепости добавляется вода. Также, в отличие от перуанского, он выдерживается в дубовых бочках.